# Сан Мартино дел’Арђине
Сан Мартино дел’Арђине (итал. San Martino Dall'Argine) је насеље у Италији у округу Мантова, региону Ломбардија.
Према процени из 2011. у насељу је живело 1595 становника. Насеље се налази на надморској висини од 28 м.

## Становништво
Према резултатима пописа становништва 2011. у општини је живело 1.811 становника.
| 1931. | 1936. | 1951. | 1961. | 1971. | 1981. | 1991. | 2001. | 2011. |
| ----- | ----- | ----- | ----- | ----- | ----- | ----- | ----- | ----- |
| 2.633 | 2.814 | 2.803 | 2.433 | 2.119 | 2.069 | 1.971 | 1.857 | 1.811 |